# Jesús Valiente
Jesús Valiente (Valera, 28 de agosto de 1974) é um ex-futebolista venezuelano que atuava como meia.

## Carreira
Jesús Valiente integrou a Seleção Venezuelana de Futebol na Copa América de 1997.